# Dominikanska Republika na Paraolimpijskim igrama
Dominikanska Republika je prvi put sudjelovala na Paraolimpijskim igrama kao neovisna država 1992. godine i od tada je nastupila na svim igrama osim 2000. godine. Njezini sportaši osvojili su ukupno jednu medalju, zlatnu koju je osvojio Robert Jimenez u utrci na 200 m T12 (kategorija za sportaše s teškim oštećenjem vida). Dominikanska delegacije nikada nije sadržavala više od dva natjecatelja.Nisu nastupili ni na jednim Zimskim paraolimpijskim igrama.

## Medalje
| Medalja | Ime            | Igre          | Sport    | Disciplina |
| ------- | -------------- | ------------- | -------- | ---------- |
| zlato   | Robert Jimenez | Atlanta 1996. | atletika | 200 m T12  |